# Lappenfledermäuse
Die Lappenfledermäuse (Chalinolobus) sind eine Fledermausgattung aus der Familie der Glattnasen (Vespertilionidae). Sie umfasst sieben Arten, die in Australien, Neuseeland und dem westlichen Ozeanien leben.
Diese Fledermäuse erreichen eine Kopfrumpflänge von 42 bis 75 Millimetern, eine Schwanzlänge von 32 bis 60 Millimetern und ein Gewicht von 4 bis 18 Gramm. Ihr Fell ist meist dunkelbraun oder schwarz gefärbt, manchmal mit einem leichten Rotstich. Charakteristisches Merkmal sind warzenähnliche Auswüchse an den Mundwinkeln.
Die Lappenfledermäuse schlafen im dichten Blätterwerk, Baumhöhlen, Höhlen oder Minen, sie bilden dabei Gruppen von 30 bis einigen hundert Tieren. Diese Gruppen sind langlebige Verbindungen, in denen vor allem Weibchen mehrerer Generation zusammenleben. Männchen halten sich hingegen meist nur kurz in solchen Gruppen auf. Wie die meisten anderen Fledermäuse sind sie nachtaktiv und verlassen am Abend ihre Ruheplätze, um Insekten zu jagen. Oft sind sie dabei in der Nähe von Gewässern zu finden.
Die Paarung erfolgt meist zu Beginn des Winters im Juli, danach fallen die Tiere in eine kurze Kältestarre (Torpor). Der Samen des Männchens wird im Fortpflanzungstrakt des Weibchens aufbewahrt, zur Befruchtung kommt es erst im September bis Oktober. Nach dreimonatiger Tragzeit kommen zwischen November und Februar ein oder zwei Jungtiere zur Welt. In warmen Regionen kommt es hingegen gleich zur Befruchtung, in diesen Gebieten werden die Jungtiere zwischen September und Dezember geboren.
Es werden sieben Arten unterschieden:
- Die Gould-Lappenfledermaus (Chalinolobus gouldii) bewohnt ganz Australien.
- Die Neukaledonien-Lappenfledermaus (Chalinolobus neocaledonicus) lebt auf der Norfolkinsel und Neukaledonien. Aufgrund der Zerstörung ihres Lebensraumes ist die Art sehr selten geworden oder möglicherweise schon ausgestorben.
- Die Schokoladen-Lappenfledermaus (Chalinolobus morio) ist im südlichen Australien und auf Tasmanien beheimatet.
- Die Kleine Lappenfledermaus (Chalinolobus picatus) lebt im Osten und Südosten Australiens.
- Die Schwarzgraue Lappenfledermaus (Chalinolobus nigrogriseus) bewohnt Neuguinea und den Norden Australiens.
- Die Langohr-Lappenfledermaus (Chalinolobus dwyeri) ist in einem kleinen Gebiet an der Ostküste Australiens heimisch. Aufgrund ihres kleinen Verbreitungsgebietes gilt die Art als gefährdet.
- Die Neuseeland-Lappenfledermaus (Chalinolobus tuberculatus) ist auf Neuseeland endemisch. Neben den Neuseelandfledermäusen ist es die einzige auf dieser Inselgruppe lebende Fledermausart. Auch sie gilt als gefährdet.